# Junior Alberto Moreno
Junior Alberto Moreno Paredes (Valera, Trujillo, Venezuela; 3 de marzo de 2000) es un futbolista venezolano que juega como defensa en el Portuguesa Fútbol Club de la Primera División de Venezuela.

## Trayectoria

### Trujillanos Fútbol Club
Hizo las categorías inferiores en dicho club. Gracias a sus buenas impresiones en ellas, en el 2016 empezó a ser convocado en varias oportunidades por el primer equipo en partidos de la Primera División de Venezuela pero sin poder debutar. Para el año 2017, luego de haber participado en el Sudamericano Sub-17, Moreno logra debutar el 9 de abril de 2017 ante el Deportivo JBL del Zulia en la jornada 10 del Torneo Apertura 2017 jugando los 90 minutos, a partir de allí se ganó el puesto de juvenil regla en el primer equipo y se convirtió en un titular indiscutible gracias a sus buenas participaciones. En la Jornada 14 del Torneo Clausura 2017 ante el Monagas Moreno a pesar de ser el Juvenil Regla porto la cinta de capitán.

## Selección nacional

### Campeonato Sudamericano Sub-17
| Sudamericano Sub-17 | Sede  | Resultado    | Partidos | Goles | Asistencias |
| ------------------- | ----- | ------------ | -------- | ----- | ----------- |
| Sudamericano 2017   | Chile | Quinto lugar | 3        |       |             |

### Campeonato Sudamericano Sub-20
| Sudamericano Sub-20 | Sede  | Resultado   | Partidos | Goles | Asistencias |
| ------------------- | ----- | ----------- | -------- | ----- | ----------- |
| Sudamericano 2019   | Chile | Sexto lugar | 1        |       |             |

## Clubes
| Club                     | País      | Año           | Partidos | Goles |  |
| ------------------------ | --------- | ------------- | -------- | ----- |  |
| Trujillanos Fútbol Club  | Venezuela | 2016 - 2019   | 70       | 1     |  |
| Caracas Fútbol Club      | Venezuela | 2020-2022     | 32       | 0     |  |
| Internacional de Barinas | Venezuela | 2021-2023     | 29       | 0     |  |
| Portuguesa F. C.         | Venezuela | 2024-presente | 2        | 0     |  |